# NGC 2530
NGC 2530 è una galassia a spirale barrata situata nella costellazione del Cancro, a una distanza di circa 253 milioni di anni luce dalla nostra Via Lattea.

## Scoperta
La galassia è stata scoperta il 22 febbraio 1789 dall'astronomo britannico di origine tedesca William Herschel.

## Descrizione
NGC 2530 ha una classe di luminosità IV e presenta una larga riga a 21 cm dell'idrogeno neutro.